# Sân vận động Olympic (Amsterdam)
Sân vận động Olympic (tiếng Hà Lan: Olympisch Stadion, phát âm tiếng Hà Lan: [oːˈlɪmpiˌstaːdijɔn]) là một sân vận động ở Amsterdam, Hà Lan. Sân được sử dụng làm sân vận động chính của Thế vận hội Mùa hè 1928. Sân hiện được sử dụng chủ yếu cho các giải đấu điền kinh, các sự kiện thể thao khác và các buổi hòa nhạc.
Khi mới hoàn thành, sân vận động có sức chứa 31.600 người. Sau khi sân nhà De Kuip của kình địch Feyenoord ở Rotterdam được hoàn thành vào năm 1937, chính quyền Amsterdam đã nâng sức chứa của Sân vận động Olympic lên 64.000 người bằng cách xây dựng thêm tầng khán đài thứ hai cho sân vận động. Năm 1987, sân được công nhận là di tích quốc gia của Hà Lan.
Sân vận động Olympic là sân nhà của AFC Ajax cho các trận đấu quốc tế cho đến năm 1996, khi Amsterdam Arena (được đổi tên thành Johan Cruyff Arena kể từ năm 2018) được hoàn thành. Công việc cải tạo sân vận động được bắt đầu vào năm 1996, và sân đã được trùng tu lại thành phiên bản năm 1928 như ban đầu. Tầng khán đài thứ hai (được xây dựng vào năm 1937) bị dỡ bỏ, giảm sức chứa xuống còn 22.288 người và sân vận động đạt tiêu chuẩn để tổ chức trở lại các giải đấu điền kinh.
Kể từ năm 2005, một bảo tàng thể thao có tên gọi là Olympic Experience Amsterdam được đặt bên trong sân vận động.